# Ноулден, Мэрилин
Мэ́рилин Но́улден (англ. Marilyn Knowlden; род. 12 мая 1926, Окленд, Калифорния) — американская киноактриса, снимавшаяся в детском возрасте. Одна из последних ныне живущих актрис «Золотого века Голливуда».

## Биография
Мэрилин Ноулден родилась 12 мая 1926 года в городе Окленд (штат Калифорния, США). Отца звали Роберт И. Ноулден-младший (1896—1972), он был адвокатом и агентом своей дочери в период её кинокарьеры; мать — Берта МакКензи. В возрасте трёх лет приняла участие в детском конкурсе красоты и заняла там первое место. С этого же возраста Мэрилин начала брать уроки танцев, одним из её преподавателей был известный артист балета и хореограф Фёдор Козлов.
В возрасте пяти лет Ноулден начала сниматься в кино, и за девять лет появилась в 31 фильме (один из них был короткометражным, и в одиннадцати случаях она не была указана в титрах). В 1944 году 18-летняя актриса снялась в эпизодической роли в картине «Бродвейский ритм» и на этом её кинокарьера была окончена.
Ноулден училась в Старшей школе Беверли-Хиллз, затем — в колледже Миллс.
Окончив кинокарьеру, пробовала себя как драматурга и композитора, сочиняла песни, немного играла в театрах, преподавала игру на пианино и орга́не. В 2010 году получила награду «За пожизненные достижения» от Cinecon. В 2011 году опубликовала автобиографию «Маленькая девочка в большом кино». По данным 2018 года живёт в доме престарелых в Калифорнии.

### Личная жизнь
30 июля 1946 года вышла замуж за капитана армии, ветерана Второй мировой войны, Ричарда Гоутса. Она сопровождала своего мужа в его многочисленных командировках в Японию и Китай, некоторое время работала диктором на радио США в Нанкине, заметное время прожила в Иокогаме и Шанхае. После возвращения в США у пары родилась дочь, которой дали имя Кэролин. Позднее последовали сыновья Брайан и Кевин, а также семья удочерила четвёртого ребёнка. После 1962 года последовал развод, Ноулден вышла замуж за мужчину по имени Элисео Буснардо.

## Избранная фильмография
В титрах указана
- 1931 — Сиско Кид[англ.] / The Cisco Kid — Энни Бентон
- 1932 — Завоеватели[англ.] / The Conquerors — Франсис Стэндиш
- 1934 — Как повернётся Земля[англ.] / As the Earth Turns — Эстер
- 1935 — Дэвид Копперфильд / David Copperfield — Аньес в детстве
- 1935 — Отверженные[англ.] / Les Misérables — Козетта в детстве
- 1935 — Приговорённый к жизни / Condemned to Live — Мария
- 1936 — Плавучий театр / Show Boat — Ким в детстве
- 1936 — Энтони Несчастный / Anthony Adverse — Флоренс Адни
- 1936 — Радуга над рекой[англ.] / Rainbow on the River — Люсиль Лейтон
- 1937 — Корабль рабов[англ.] / Slave Ship — девочка
- 1938 — Мария-Антуанетта / Marie Antoinette — принцесса Тереза
- 1938 — Ангелы с грязными лицами / Angels with Dirty Faces — Лори Мартин в детстве
- 1940 — Путь всякой плоти[англ.] / The Way of All Flesh — Джули Крица

В титрах не указана
- 1931 — ? / Once a Lady — девочка
- 1932 — Называй её дикой / Call Her Savage — Рут Спрингер в детстве
- 1933 — Маленькие женщины / Little Women — одноклассница Эми
- 1933 — Мир меняется[англ.] / The World Changes — Сельма Питерсон в детстве
- 1934 — Имитация жизни / Imitation of Life — Джесси Пулман в 8 лет
- 1935 — Метрополитен[англ.] / Metropolitan — девочка в чайной комнате
- 1936 — Женщина восстаёт[англ.] / A Woman Rebels — Флора Энн Тистлуэйт в 9 лет
- 1938 — За углом[англ.] / Just Around the Corner — Гвендолин
- 1940 — Всё это и небо в придачу / All This, and Heaven Too — Марианна Ван Хорн
- 1944 — Бродвейский ритм[англ.] / Broadway Rhythm — девушка в аптеке